# Charcoal
Charcoal is een schreefloos lettertype ontworpen door David Berlow van Font Bureau tussen 1995-1997. Charcoal was het standaardlettertype van de menubar in Apple Computers systeem 8 en 9. Het was als zodanig de opvolger van lettertype Chicago die sinds 1984 dienst had gedaan. Bij het vormgeven van Mac OS X werd Charcoal vervangen door Lucida Grande als menulettertype. Charcoal was ontworpen voor een grote leesbaarheid, zelfs bij kleine corpsgrootten, op computerschermen.
Charcoal heeft een in verhouding vrij hoge x-hoogte, de afstand tussen de basislijn en de hoogte van de letter gemeten in de kleine letter "x". Daarentegen zijn stokletters en staartletters kort waardoor een compact woordbeeld ontstaat: de staartletters "g", "j", "p", "q", en "y" hebben ondiepe staarten.
Hoewel Charcoal hoofdzakelijk is ontworpen voor gebruik op monitoren heeft het een aanzienlijke populariteit in druk gekend.
Omdat Charcoal speciaal voor het Apple besturingssysteem is uitgegeven komen varianten op andere systemen voor: zo is Virtue een gratis TrueType lettertype dat duidelijk verwantschap aan Charcoal toont.